# Jokolo
Jokolo is een jongerenkoor gevestigd in de Groenestraatkerk.

## Geschiedenis
In september 1967 nam kapelaan Nico Huijberts van de toenmalige Lourdesparochie samen met enkele jongeren uit de wijk het initiatief om hier een jongerenkoor van de grond te krijgen naar aanleiding van beatmissen in de Dennenstraatkerk en de Molenstraatkerk. De naam Jokolo stamt uit 1977, als samentrekking van Jongerenkoor Lourdeskerk, die de kapelaan destijds gebruikte om het onderscheid te maken tussen de liturgiegroepen van de jongerenkoren in zijn parochie: Fatimakerk (Jokofa) en Groenestraatkerk (Jokogro).
Jokolo heeft in totaal 8 verschillende vaste dirigenten gehad. In 2016 heeft Jelle Roosen het stokje overgenomen van Ronald Jansen, die met 21 jaar het langst dirigent was.

### Verhuizing
Na lange tijd in de Lourdeskerk gerepeteerd te hebben, werd in februari 2022 bekend dat de Lourdeskerk per 1 januari 2023 permanent zou sluiten. Na aandringen werd later besloten de kerk in beperkte mate tot midden 2025 open te houden, om het 100-jarige bestaan van het kerkgebouw te vieren. Jokolo zong daarom vanaf begin 2023 niet meer in de mis daar, maar bleef daar nog wel repeteren. Eind februari 2024 verhuisde het koor definitief naar de Groenestraatkerk.

### Koorfestivals
Door de jaren heeft Jokolo aan meerdere koorfestivals deelgenomen. Aan het Nationaal Jongerenkorenfestival Rijsbergen heeft het koor jarenlang meegedaan, waarbij er vanaf 2010 ook succes was met het behalen van prijzen: Na het winnen van de lagere B-categorie in 2010, won Jokolo in de jaren 2011, 2012, 2017, 2019 en 2022 de juryprijs in de hoogste categorie.
In 2022 deed Jokolo voor het eerst mee aan het BALK TOPfestival, waar het de eerste prijs haalde in de categorie Grote groepen TOPklasse.